# Milho-branco
Milho-branco é uma variedade de milho bastante difundida no Brasil. Tem como principais finalidades a produção de grãos e silagem.

## Características
A planta tem altura próxima de 2,20 metros, sendo que a espiga nasce a 1,10 metro do solo. A espiga é grande, cilíndrica e apresenta alta compensação. O sabugo é fino. Os grãos são brancos, profundos, pesados e de textura média. O colmo tem alta resistência física e boa sanidade. A raiz tem boa fixação.
A planta é especialmente resistente às principais doenças foliares do milho, em diferentes altitudes e épocas de plantio. Podem ser colhidas até duas safras de milho-branco por ano.

## Produção
Em algumas épocas e regiões do Brasil, a cotação da saca de milho-branco pode ser até 50% superior à do milho tradicional. O auge da demanda ocorre no período de Festa Junina, quando o milho branco é consumido principalmente como prato doce chamado de canjica. Existem também pratos salgados feitos com o milho branco, como a canjicada, é um prato similar a feijoada substituindo o feijão por milho branco.
No Brasil, o milho-branco é bastante difundido nos estados do Paraná e São Paulo, mas há também plantações isoladas nos estados de Santa Catarina, Minas Gerais e Mato Grosso. Entre os principais municípios produtores estão Londrina, Irati e Pato Branco no Paraná, e Quadra — considerada a "capital do milho-branco" —, Tatuí e Itapetininga em São Paulo.
Nos Estados Unidos, a produção de milho-branco em 2004 correspondia a 3% do total. Embora ainda minoritário, o milho-branco tem ganhado espaço no mercado nos últimos anos, e a área plantada tem refletido o aumento na demanda. Um dos motivos é que o mercado reconhece que ainda não existem variedades trangênicas de milho-branco, o que automaticamente aumenta seu valor de mercado em nichos específicos.